# Sympodium caeruleum
Sympodium caeruleum är en korallart som beskrevs av Ehrenberg 1834. Sympodium caeruleum ingår i släktet Sympodium och familjen Xeniidae. Inga underarter finns listade i Catalogue of Life.